# Cronistoria della Juventus Football Club

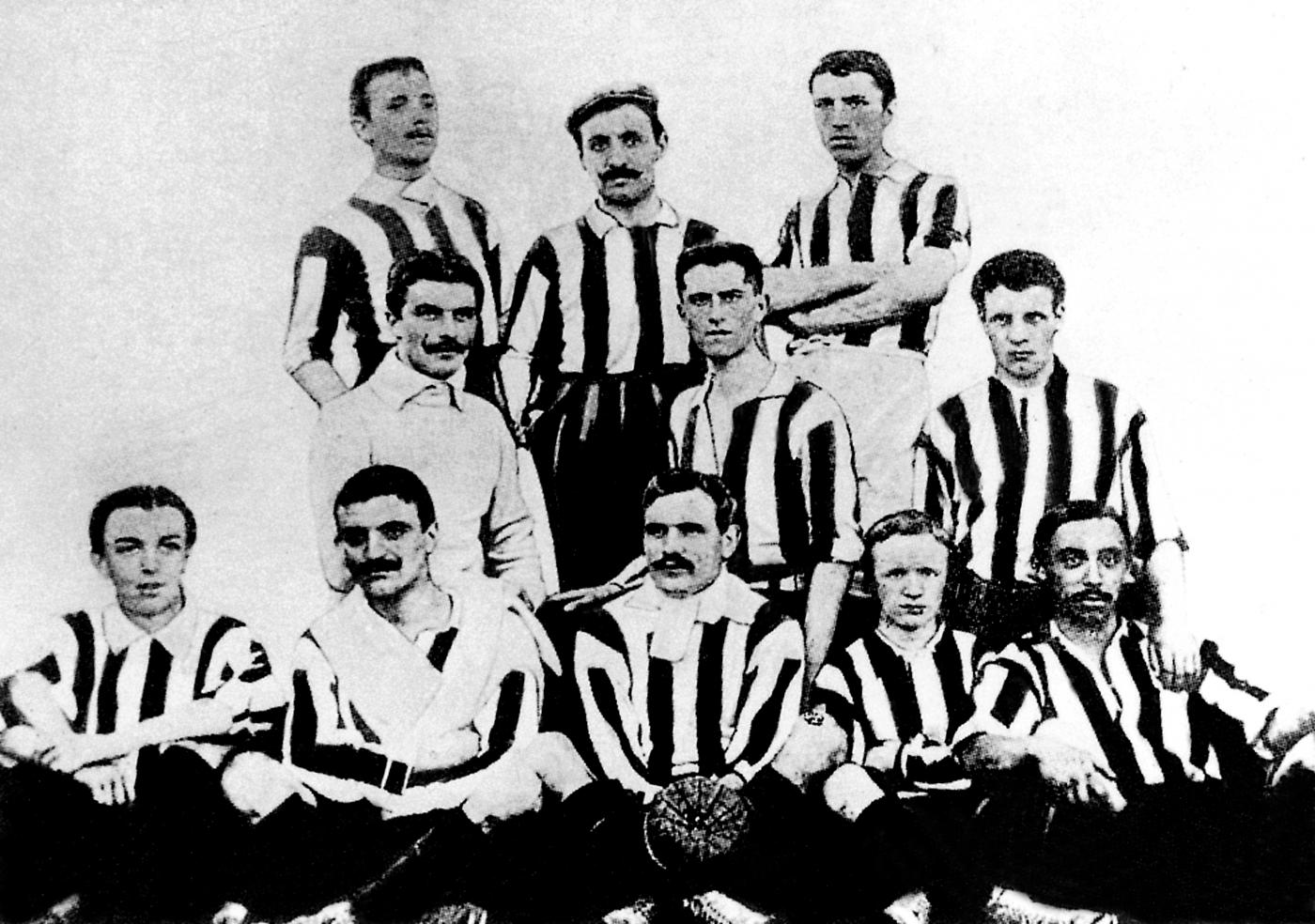
La squadra della Juventus nella stagione 1904-1905, in cui vinse per la prima volta il titolo di campione d'Italia.

La Juventus Football Club è una società calcistica italiana per azioni con sede nella città di Torino. Fondata come «Sport-Club Juventus», un'associazione polisportiva, nell'autunno 1897 da un gruppo di studenti del Liceo classico Massimo d'Azeglio, tra cui i fratelli Eugenio ed Enrico Canfari, si affiliò alla Federazione Italiana Foot-Ball (FIF) tre anni più tardi, partecipando così al suo primo campionato federale (1900). Nel 1904 l'industriale Marco Ajmone-Marsan si fece promotore di vari miglioramenti nella gestione del club, tra cui l'abbandono dei campi attorno alla piazza d'armi cittadina per il più prestigioso Velodrome Re Umberto, che divenne lo scenario del suo primo titolo ufficiale vinto: il campionato di Prima Categoria 1905.
Dopo avere affrontato un periodo di difficoltà economiche successivo alla fondazione dei concittadini e rivali del Torino, che la fece scivolare alle soglie della retrocessione nel campionato 1912-1913, la Juventus rivincerà tale competizione nella stagione 1925-1926, in quello che fu il primo campionato italiano conquistato sotto la gestione della famiglia Agnelli; dall'istituizione del girone all'italiana quattro anni più tardi, nella bacheca del club si sarebbero aggiunti altri 34 titoli nazionali fino al 2020, un record nella storia del calcio italiano. Ulteriormente, la Juventus partecipò per la prima volta alla Coppa Italia nell'edizione 1926-1927, vincendola per la prima volta, oltreché da imbattuta, alla sua quarta partecipazione avvenuta undici stagioni dopo; da allora, il club torinese ottenne altri 14 successi nella suddetta manifestazione, anch'esso record nazionale.
La prima partecipazione della squadra bianconera in una competizione internazionale avvenne nella Coppa dell'Europa Centrale 1929, torneo in cui inanellò quattro semifinali consecutive dal 1932 al 1935. Il Torneo Internazionale dei Club Campioni, disputatosi in Brasile nel 1951, e in cui la squadra arrivò in finale, fu la prima manifestazione internazionale a cui prese parte dal 1938. Il debutto nelle competizioni UEFA ebbe luogo nella Coppa dei Campioni 1958-1959, raggiungendo la sua prima finale nell'edizione 1972-1973, mentre il suo primo titolo confederale arrivò nella Coppa UEFA 1976-1977, manifestazione in cui aveva debuttato cinque anni prima. Oltre a quel trofeo, sotto la guida tecnica di Giovanni Trapattoni gli juventini vinsero per la prima volta la Coppa delle Coppe nel 1984 e, l'anno successivo, arrivano i primi allori in Supercoppa UEFA, Coppa dei Campioni e Coppa Intercontinentale. Infine, i bianconeri metteranno in bacheca anche la Coppa Intertoto UEFA, nella quinta edizione disputata nel 1999, dopo un ciclo vincente condotto da Marcello Lippi.
Avendo centrato nel corso della sua storia diversi double e treble di trofei vinti, alla fine della stagione 2023-2024 il club annovera 119 annate al vertice della piramide sportiva nazionale, nei suoi diversi formati, e una nel campionato cadetto, mentre in sette occasioni non superò le eliminatorie del Comitato Regionale Piemontese, a cui era affiliato nel periodo precedente l'istituzione della Divisione Nazionale (1921).

## Stagioni
La seguente cronologia elenca i diversi piazzamenti raggiunti dalla Juventus nelle diverse competizioni per prime squadre a livello federale, interfederale, confederale e interconfederale dal suo debutto ufficiale nel 1900. Non vengono inclusi i tornei organizzati nelle annate 1916-1917, 1917-1918 e 1918-1919, con l'eccezione della Coppa Federale 1915-1916, e nel biennio 1943-1945, tranne il cosiddetto Campionato Alta Italia (1944), in ragione delle sospensioni all'attività sportiva durante la prima e seconda guerra mondiale.

## Accoppiate
- Doppiette:
  - Serie A e Coppa Italia: 6
    - Stagioni 1959-1960; 1994-1995; 2014-2015; 2015-2016; 2016-2017 e 2017-2018

  - Serie A e Coppa delle Coppe: 1
    - Stagione 1983-1984

  - Serie A e Coppa UEFA: 1
    - Stagione 1976-1977

  - Coppa Italia e Coppa UEFA: 1
    - Stagione 1989-1990
- Triplette:
  - Tripletta italiana (Serie A, Coppa Italia, Supercoppa italiana):[N 14] 1
    - Stagione 2015-2016

  - European Treble (Coppa UEFA, Coppa delle Coppe, Coppa dei Campioni):[N 15] 1
    - Coppa UEFA 1976-1977, Coppa delle Coppe 1983-1984, Coppa dei Campioni 1984-1985

  - Tripletta composta da trofei internazionali:[N 15] 1
    - UEFA Champions League 1995-1996, Coppa Intercontinentale 1996, Supercoppa UEFA 1996

### Esplicative
1. ↑  Per delibera della Federazione Italiana del Football (FIF), avendo la Juventus rinunciato a disputare la ripetizione dello spareggio per il titolo contro il Milan ad Affori (all'epoca un comune dell'hinterland milanese), in contrasto con la designazione di un campo di gioco ritenuto, da parte torinese, non neutrale.[10]
2. 1 2  Il titolo è stato disconosciuto a posteriori dalla Federazione Italiana Giuoco Calcio (FIGC), in quanto il campionato fu oggetto di boicottaggio.
3. ↑  Inizialmente retrocessa in Promozione, viene successivamente ripescata nel girone lombardo in seguito alla riforma Baraldi-Baruffini.[11]
4. ↑  Edizione sospesa il 23 maggio 1915 dalla FIGC per gli eventi bellici.
5. ↑  Torneo successivamente interrotto per decisione della FIGC causa mancanza di date disponibili allo svolgimento degli incontri.
6. ↑  A causa di illeciti compiuti da alcuni giocatori della squadra cecoslovacca dello Slavia Praga, avversario della Juventus in semifinale, l'incontro fu annullato ed entrambe le formazioni escluse dalla competizione; il comitato organizzatore assegnò la vittoria finale al Bologna.
7. ↑  Qualificata come finalista della Coppa dei Campioni 1972-1973 a seguito della rinuncia dell'Ajax, motivata ufficialmente da problemi finanziari,[12] ma de facto condizionata dagli episodi di gioco violento di cui le squadre sudamericane si erano rese protagoniste nelle precedenti edizioni del trofeo.[13]
8. ↑  A seguito degli incidenti precedenti alla finale di Coppa dei Campioni contro il Liverpool allo stadio Heysel di Bruxelles, e del successivo bando di esclusione dalle competizioni UEFA inflitto alle squadre inglesi, la prevista finale di Supercoppa UEFA 1985 tra Juventus ed Everton non si disputò. Successivamente l'UEFA decise di consegnare ugualmente la coppa alla Juventus, che possiede fisicamente il trofeo, ma dato che non ci fu mai un'assegnazione ufficiale, non può annoverarlo nel palmarès.[14]
9. ↑  A seguito dello spareggio vinto per la qualificazione alla Coppa UEFA.[15]
10. ↑  A seguito del doppio spareggio perso per la qualificazione diretta alla Coppa UEFA.[16]
11. ↑  A seguito della sentenza della Commissione di Appello Federale in merito ai fatti oggetto di Calciopoli, il titolo di campione d'Italia 2004-2005 fu revocato alla Juventus e non più assegnato per «una fattispecie di illecito associativo» – termine allora non previsto dall'ordinamento giuridico sportivo italiano, ma che fu giudicato dalla Corte Federale come una violazione dell'articolo 6 del Codice di Giustizia Sportiva allora in vigore riguardante i casi di «illecito sportivo» –,[17] poi tradotto in un «illecito strutturato»;[18] la posizione finale in classifica raggiunta dalla squadra in campionato, oltreché tutti gli altri risultati ottenuti in stagione, rimasero inalterati dopo i verdetti in via definitiva sia della giustizia sportiva sia ordinaria (2015).
12. ↑  A seguito della sentenza della Commissione di Appello Federale in merito ai fatti oggetto di Calciopoli, il titolo di campione d'Italia 2005-2006 venne assegnato all'Inter, mentre la Juventus fu declassata dal 1º al 20º posto della classifica e retrocessa d'ufficio in Serie B per la stagione 2006-2007 con una penalizzazione di punti, per «illecito associativo» – termine allora non previsto dall'ordinamento giuridico sportivo italiano, ma che fu giudicato dalla Corte Federale come una violazione dell'articolo 6 del Codice di Giustizia Sportiva allora in vigore riguardante i casi di «illecito sportivo» –,[17] poi tradotto in un «illecito strutturato»,[18] correlato all'annata 2004-2005 (l'esito della stagione 2005-2006 non è mai stato oggetto di discussione a livello sportivo e ordinario); tutti gli altri risultati ottenuti nell'annata, rimasero inalterati dopo i verdetti in via definitiva sia della giustizia sportiva sia ordinaria (2015).
13. ↑  Nel corso del campionato, nell'ambito di un procedimento sportivo sulle plusvalenze, dopo la 18ª giornata la Juventus riceve una penalizzazione di 15 punti in classifica disposta dalla Corte Federale di Appello (CAF);[19] dopo la 30ª giornata, a seguito dell'esito del ricorso presentato dalla società al Collegio di Garanzia del CONI, la squadra si vede annullato il −15 con rinvio della decisione alla CFA;[20] infine, dopo la 35ª giornata la Juventus riceve una nuova e definitiva penalizzazione di 10 punti disposta dalla CFA.[21] Senza il −10 la squadra avrebbe concluso il campionato al 3º posto. A corollario, il 28 luglio 2023 la Prima Camera dell'Organo di Controllo Finanziario dei Club UEFA esclude la Juventus dalla partecipazione agli spareggi della UEFA Europa Conference League 2023-2024 per la «violazione del quadro normativo della UEFA» e del «settlement agreement firmato nell'agosto 2022».[22]
14. ↑  Anche nota come Tripletta Tricolore, la Federazione Italiana Giuoco Calcio (FIGC) ritiene la supercoppa nazionale de iure una competizione stagionale nel proprio calendario ufficiale d'incontri, indipendentemente dalla data in cui viene disputata.[23]
15. 1 2  In ordine cronologico.

### Bibliografiche
1. ↑  Buttafarro, De Luna, Revelli (1º parte), Film, 6 min 58 s.-7 min 33 s; 10 min 20 s.-10 min 43 s.
2. ↑  (EN) Juventus Football Club: The History, su juventus.com. URL consultato il 9 agosto 2008 (archiviato dall'url originale il 29 luglio 2008).
3. ↑  Buttafarro, De Luna, Revelli (1º parte), Film, 11 min 03 s.-11 min 26 s.
4. ↑  Buttafarro, De Luna, Revelli (1º parte), Film, 17 min 38 s.-17 min 42 s; 34 min 29 s.-36 min 41 s.
5. ↑  (EN) History of the UEFA Cup, su uefa.com, 5 aprile 2008.
6. ↑  (EN) Giovanni Trapattoni, su uefa.com, 31 maggio 2010.
7. ↑  (EN) 1985: Juventus end European drought, in Union des Associations Européennes de Football, 8 dicembre 1985. URL consultato il 26 febbraio 2013 (archiviato dall'url originale l'8 dicembre 2013).
8. ↑  (EN) Paul Saffer, Paris aim to join multiple trophy winners, in Union des Associations Européennes de Football, 10 aprile 2016.
9. ↑  (EN) Greatest Managers, No. 15: Lippi, su espnfc.com, ESPN Inc., 7 febbraio 2015.
10. ↑   Prime feroci polemiche, su storiacalcioitaliano.blogspot.com, 9 settembre 2014.
11. ↑   L'Assemblea Generale della Federazione del Foot-Ball, in La Stampa, 25 agosto 1913,  p. 5.
12. ↑  (EN) Intercontinental Cup 1973, su fifa.com (archiviato dall'url originale l'8 dicembre 2012).
13. ↑   Carlo F. Chiesa, Regine del mondo - La storia della Coppa Intercontinentale, in Calcio 2000, n. 27, febbraio 1999,  p. 67.
14. ↑   No dell'UEFA alla Supercoppa, in La Stampa, 9 agosto 1985,  p. 17.
15. ↑   Bruno Perucca, Juve in Europa, è di rigore, in La Stampa, 24 maggio 1988,  p. 23.
16. ↑   Paolo Condò e Antonello Capone, La Juve ai lavori forzati, in La Gazzetta dello Sport, 1º giugno 1999.
17. 1 2   Appello: ecco le motivazioni, su gazzetta.it, 4 agosto 2006.
18. 1 2   Calciopoli: l'illecito sportivo della Juventus, su ilcalcioeugualepertutti.wordpress.com, 29 maggio 2018.
19. ↑   Inchiesta Plusvalenze: accolto il ricorso della Procura, 15 punti di penalizzazione alla Juventus, su figc.it, 20 gennaio 2023.
20. ↑   Esito decisione ricorso Juventus e altri/FIGC discusso ieri dinanzi alle Sezioni Unite, su coni.it, 20 aprile 2023.
21. ↑   Caso plusvalenze, dieci punti di penalizzazione per la Juventus da scontare nella corrente stagione sportiva, su figc.it, 22 maggio 2023.
22. ↑   Il CFCB conclude il procedimento contro Juventus e Chelsea FC, su it.uefa.com, 28 luglio 2023.
23. ↑   Juve, niente sfilata scudetto in pullman, su sportmediaset.mediaset.it, 10 maggio 2016.